# Paul de Cordon
Paul de Cordon (né le 5 avril 1908 à Cugnaux et mort le 11 mars 1998 dans le 16e arrondissement de Paris) est un photographe français connu pour ses photographies sur le cirque et le Crazy Horse Saloon. Il a également été reconnu pour ses portraits et ses nus pour lesquels il a été, en 1964, considéré comme l'un des plus grands photographes du monde avec Guy Bourdin et Lucien Clergue. Il a réalisé les portraits de nombreuses personnalités comme Johnny Hallyday, Gilbert Bécaud, Mireille Darc, Jacques Brel, Fernand Reynaud, Anna Karina, Samy Davis Jr., Jeanne Moreau, Steve McQueen ou encore de ses amis de longue date, Daniel Sorano et Jacques Dufilho ainsi que de Gonzague Saint Bris dont il était très proche et qui le surnommait le Toulouse-Lautrec de la photographie. En 1961 il participa aux côtés de Edouard Boubat, Agnès Varda, Man Ray, Frank Horvat, William Klein ou encore Robert Doisneau à la mythique exposition  "Métamorphose et invention d'un visage" autour du portait de Anne-Marie Edvina. Il était également photographe hippique, de mode et publicitaire notamment pour Nikon, Leica et Beaulieu. Il a collaboré avec Europe 1 dans les années 1960/70. Paul de Cordon s'est même essayé à la télévision en co-présentant avec Jean Richard, l'émission Cirques du Monde sur la chaîne A2. Ses œuvres sont présentes dans des collections prestigieuses comme celles de la Bibliothèque Nationale de France (BNF), du musée Rodin ou encore de W.M. Hunt.  

## Sa jeunesse
Paul de Cordon est né près de Toulouse. Son père, le comte Pierre de Cordon, issu d’une très ancienne famille de Savoie, était officier de cavalerie ; sa mère, Marthe de Boyer-Montegut, femme cultivée, aimant les livres, était la fille de Paul de Boyer-Montégut, qui fut pendant de longues années maire de Cugnaux, à proximité de Toulouse, où il était propriétaire du château de Maurens.
C’est à Maurens que Paul de Cordon, enfant, passait ses vacances et c’est là  qu’il a découvert les chevaux qui devaient devenir une des grandes passions de sa vie. Son grand père Boyer-Montegut était ce qu’on appelait alors, un homme de cheval dont les attelages étaient réputés, à Toulouse et dans la région. Enfant, il a également vécu plusieurs années en Allemagne, à Mayence, où son père, après la première guerre mondiale, a été en garnison. C’est à cette époque qu’il a commencé à faire des photos avec un petit appareil offert par ses parents. Il a appris les rudiments de la technique avec un vieux photographe allemand au cours de longues heures passées dans sa boutique. 
C’est aussi en Allemagne que s’est développé son attrait pour le cirque. Les grands chapiteaux itinérants, comme Althoff, sillonnaient alors le pays avec des spectacles de qualité et de nombreux animaux.  
Puis, adolescent, il a été pensionnaire à Paris où il a pu découvrir une vie artistique et culturelle très intense grâce à sa tante, la marquise du Crozet, sœur ainée de sa mère. Il assiste à des représentations des Ballets russes de Serge de Diaghilev qui, après la guerre, venaient chaque année en tournée à Paris. Il va au théâtre, il visite des expositions. Son cousin germain, Aimar du Crozet qui est beaucoup plus âgé que lui, le prend ’’sous son aile’’ et lui sert de guide dans le Paris des années 1920. Aimar du Crozet avait, lui aussi, la passion des chevaux et des courses. Il était le propriétaire de Master Bob, vainqueur du Grand Steeple Chase de Paris 1924* et athlète célèbre à tel point qu’il est évoqué par Ernest Hemingway au début de son livre Mort dans l'après-midi. 
Après ses études Paul de Cordon s’engage dans la cavalerie au 18° Dragons. Plus qu’une vraie vocation militaire, c’est encore une fois l’amour des chevaux qui le guide. A  cette époque presque tous les régiments de cavalerie sont montés et chaque régiment entretient et entraîne des chevaux qui participent à des compétitions, courses, concours dans lesquels officiers et sous officiers sont nombreux. Il va ainsi disputer dans les années 1930 plusieurs dizaines de courses sur les hippodromes de France et d’Europe. 
Après le 18° Dragons il est affecté au 2° Hussards, à Tarbes, le Chamborant, où il poursuit son activité de prédilection, entrainer et monter ses chevaux en course. Par un hasard amusant, son arrière grand-mère du côté maternel est Louise de Séganville fille du colonel baron de Séganville qui commanda ce célèbre régiment entre 1813 et 1815.
C’est au 2° Hussards qu’il fait deux rencontres qui vont beaucoup compter dans sa vie. Il se lie d’amitié avec Jacques Dufilho qui, après avoir interrompu des études en prothèsie dentaire avait signé un engagement de dix-huit mois.* Dufilho deviendra un de ses amis les plus chers quand ils se retrouveront après la guerre. Il y croise également Jean Devaivre  qui fait son service au Chamborant. Jean Devaivre va ensuite travailler dans le cinéma et deviendra un grand réalisateur, c’est lui qui va permettre à Paul de Cordon, après la guerre, de se lancer dans une nouvelle vie. Devaivre est non seulement un homme de cinéma mais c’est aussi un véritable personnage de film : travaillant pendant l’occupation pour le groupe allemand Continental films à Paris, il est en même temps très actif dans la résistance allant, entre autres exploits, prendre un avion dans la région de Nevers pour rejoindre Londres clandestinement après avoir effectué , dans l’après midi, le trajet Paris Nevers… à vélo. Le film  de Bertrand Tavernier Laissez-passer est directement inspiré de sa vie qu’il a racontée dans ses mémoires, Action.
En 1939, le 2° Hussards est éclaté en groupes de reconnaissance qui prendront part aux combats de 1940 sur le front des Ardennes,* Paul de Cordon participe à ces combats dans un escadron  à cheval et il est fait prisonnier par les allemands au cours d’une mission de reconnaissance. Il terminera sa captivité à la forteresse de Colditz d’où il sera libéré par l’armée américaine le 16 avril 1945.
En 1945 il épouse Odile de Rigaud de Vaudreuil et ils auront trois enfants. Il reste dans l'armée quelques mois encore et est affecté au Cadre Noir à Saumur.

## Deuxième vie
Après quelques mois à Saumur, il décide de quitter l’armée Jean Devaivre qui venait de réaliser « La dame d’onze heure » avec Paul Meurisse, un film d’une modernité  étonnante pour l’époque, lui propose d’être son assistant et Paul de Cordon va accepter. 
Il participe au tournage de « La ferme des sept pêchés » dans lequel il fait aussi la doublure de l’acteur principal dans des scènes à cheval et à "Vendetta en Camargue" et il retrouve Jacques Dufilho. A cette époque il est également danseur acrobatique et burlesque et cascadeur.
Au début des années 50, Paul de Cordon décide de faire de la photo en tant que professionnel. Il aménage un studio à Paris et commence à travailler pour différents clients,  presse, agences de publicité, créateurs de mode, show business…
Il commence également à developper un projet personnel de grande ampleur sur le cirque et le cabaret. Il passe de nombreuses nuits avec son appareil de photo  à Medrano, ou au Cirque d'Hiver des frères Bouglione, ou encore au Crazy Horse Saloon. Il a également, jusque dans les années 90, parcouru le monde pour visiter des cirques et en ramener des photos. Il a, toutes ces années, lié des liens chaleureux avec les vieilles familles circassiennes, véritables dynasties de la piste : Schumann, Rancy,Knie, Gruss,Bouglione, Houcke, Medrano, Fratellini etc … Dans toutes ces familles le cheval occupe, dans leur activité, une place centrale. La culture équestre et le passé de cavalier de Paul de Cordon vont faciliter et consolider les liens avec tous ces artiste et renforcer leur confiance et leur amitié réciproques. Son goût du spectacle, des ballets, du théâtre vont l’aider à apprécier et à mieux comprendre le travail que représentent tous ces numéros. Pendant ces années, outre son travail de photographe, Paul de Cordon va beaucoup écrire sur le cirque et c’est ainsi que le magazine suisse « L’année hippique » publiera très régulièrement ses articles sur les chevaux et les écuyers de cirque.

## Instants de Cirque
" Devant cette poursuite obstinée du geste parfait, j'ai compris que je vivais là ce que j'avais toujours cherché : un instant de cirque". Instants de Cirque est le titre du livre le plus célèbre de Paul de Cordon  qui rassemble une sélection d’images réalisées sur plus de trente ans et qu’il jugeait particulièrement représentatives. Le livre a eu pour éditeur Bernard de Fallois qui était lui aussi un amoureux du cirque et un amateur des photos de Paul de Cordon .
Ce livre, publié en 1977 par Le Chêne, permet, avec le recul du temps de mieux comprendre l’originalité et la qualité des photos de Paul de Cordon. Le cirque est un sujet qui a beaucoup inspiré les photographes attirés par le caractère spectaculaire et clinquant de la piste. Or il n’y a rien de tel dans les photos qui y figurent, elles sont intimistes, nimbées de mystère, chargées d’une émotion secrète. Une photo de Gilbert Houcke avec son tigre Prince illustre bien leur particularité : il n’y a pas de piste ni de lumières, on est en coulisse, le dompteur porte un peignoir, il règne une sorte de pénombre qui fait ressortir l’œil du fauve et sa patte tendue, toutes griffes sorties, qu’il offre à la caresse de la main de l’homme. Peu d’images font ressentir avec autant de force le respect réciproque et l’affection qu’il peut y avoir entre un fauve et un dompteur mais aussi le danger formidable, le courage qu’il faut pour l’affronter et la somme de travail et d’humilité que représentent un numéro abouti. C’est une très grande photo qui n’est peut être pas ce qu’il est convenu d’appeler une photo de cirque mais qui illustre bien ce que Paul de Cordon a appelé un instant de cirque. Paul de Cordon avait une grande admiration pour les dompteurs et, en homme de cheval, il aimait les fauves. Il aimait entrer dans la cage, accompagné par le dompteur bien sûr, il a d’ailleurs choisi, pour la faire figurer sur la jaquette de son livre, une photo de lui, avec les lionnes de Georges Marck, en uniforme du 2° Hussards, prise par son frère, Benoît de Cordon.

## Sprezzatura
Paul de Cordon aimait  passionnément  le cirque mais il n’aimait pas être  catalogué "photographe de cirque". En effet, l’aspect documentaire souvent lié au genre et recherché le plus souvent par les circophiles n’avait aucun intérêt pour lui. Ce qui le passionnait et voulait montrer dans ses photos c’était, disait-il, la particularité d’un artiste, retenir l’essentiel de son style. Il avait un talent exceptionnel pour capter ce que les autres ne voyaient pas toujours.
Il y a un mot pour qualifier cette élégance, cette impression de facilité, de naturel qui caractérisent ses photos. Ce mot, italien, intraduisible en français, est sprezzatura ; il évoque la nonchalance, le détachement, le contraire absolu de l'ostentation. Il est apparu au début du XVIe siècle dans un livre de Baldassare Castiglione (Il libro del corteggiano) qui recommande à l'homme de cour de cacher l'artifice et de faire en sorte que ce qu'il fait, paraisse être venu sans peine, presque sans y penser, « le vrai art est celui qui ne semble être art ». Quand Alexis Grüss Jr. définit son métier comme « le travail effacé par le travail », il ne dit pas autre chose. C'est cette sprezzatura que recherchent les grands artistes de cirque. Mais la sprezzatura est aussi la marque personnelle de Paul de Cordon tout au long de sa vie. Derrière la désinvolture, la décontraction qu'il affichait volontiers, il avait l'affectation en horreur, il était d'une rigueur extrême dans ses entreprises, en tant que cavalier d'abord puis comme photographe.
Cette touche personnelle, cette sprezzatura, qui émane de ses photos de cirque est aussi caractéristique des images qu'il a captées pendant 20 ans au Crazy Horse

## Crazy Horse Saloon
C’est au tout début du Crazy Horse, quand l’ancienne cave à charbon de l’avenue George V vient tout juste d’être aménagée en micro cabaret, qu’eut lieu la rencontre entre Paul de Cordon et  Alain Bernardin. L’ancien antiquaire qui a inventé le spectacle de strip tease le plus cérébral du monde et l’ancien officier de cavalerie converti dans la photo avaient une même aversion pour les règles et les conventions et la même attirance pour le spectacle et les jolies femmes. Il y eut entre eux une  amitié ponctuée de bouderies qui se poursuivit pendant de longues années. Ils avaient en commun un raffinement teinté de dandysme et un même goût pour les  belles étoffes et les costumes sur mesures ce qui les a amenés à partager, un temps, le même tailleur russe avant que celui-ci n’émigre à Hollywood pour habiller les stars. Paul de Cordon a fait des centaines de photos au Crazy Horse qui illustrent la longue histoire du cabaret mais il y a aussi beaucoup d’images prises dans les loges, plus intimistes, plus personnelles et qui montrent la confiance totale dénuée de tout voyeurisme qu’il avait su établir avec les danseuses. Cette partie de son œuvre est moins connue alors qu’elle révèle une  facette différente de son talent

## Portraits
Paul de Cordon n’est pas considéré comme un portraitiste et pourtant on se rend compte en regardant son œuvre qu’il a excellé dans cet art particulier. Portraits de ses amis Grüss, Alexis ou « Dédé »,  du clown Pipo, de Jean Houcke; portraits d’acteurs comme celui, saisissant, de Jacques Dufilho, dans un manteau de cuir noir, qui exprime toute l’exigence austère et l’intelligence de ce comédien exceptionnel. Mais aussi des portraits de chanteurs réalisés pour des maisons de disques. Il a ainsi côtoyé et photographié  de nombreux chanteurs « yéyé » devenus, pour certains, des stars Ce qui fait la qualité et l’intérêt de ces portraits est qu’ils échappent totalement aux canons de l'esthétique yéyé imposée alors, par le magazine icône de la presse musicale de l’époque, SLC. Il a produit ainsi un portrait d'une Sylvie Vartan au chat blanc qui est une merveille.

## Publicité, mode, presse
Paul de Cordon, a régulièrement travaillé pour la publicité, la mode et la presse.
En publicité il a, pendant plusieurs années été le photographe des campagnes Nikon et des caméras Beaulieu. Il a également travaillé pour différentes marques et agences de pub. Sa maîtrise technique lui permettait de pouvoir répondre aux exigences des directeurs artistiques.
En presse il a commencé par travailler pour des revues hippiques, en particulier « L’information hippique » et « L’année hippique ». Mais il a aussi beaucoup travaillé dans les années 60 avec la presse musicale de la vague « yéyé ». C’est pour cette raison qu’on trouve dans son œuvre des photos de groupes et de chanteurs qui vont des ‘Chaussettes noires’ aux ‘Machucambos’ en passant par Johnny Hallyday, Hugues Auffray ou Françoise Hardy et beaucoup d’autres dont la célébrité a duré à peine le temps de leur premier 45T. Il a ainsi produit de nombreux portraits dans lesquels il a mis  sa propre sensibilité son propre regard et il livre ainsi une vision inattendue de personnages qui sont, pour certains devenus des icônes.
Il a aussi fait des photos de mode en particulier pour Staron et il a ainsi participé plusieurs années de suite au marathon des séances de photos nocturnes des modèles présentés le jour dans les défilés et où les photographes, venus du monde entier se disputaient les studios de Paris et les nouveaux flashs électroniques Balcar disponibles.

## Technique
Paul de Cordon a utilisé différents types d'appareils photos. Ses photographies des années 1950 ont été réalisées avec un Rolleiflex 6x6 et avec un Leica 35 mm. Par la suite, Il a exclusivement utilisé des appareils photo Nikon sauf en studio. Paul de Cordon n'utilisait jamais de flash en dehors de son studio. Il aimait travailler dans sa chambre noire et faire des tirages de ses négatifs. Il considérait le tirage comme une seconde prise de vue. Cependant, lorsque les tirages étaient destinés à des livres ou à des expositions, ils étaient confiés à un tireur professionnel.
Paul de Cordon était également très intéressé par le travail en studio et a créé son propre studio à la fin des années 1950. Il y a photographiées de nombreuses stars des Yéyés comme Johnny Hallyday Sylvie Vartan ou encore Hugues Aufray. Il y a également réalisées de nombreuses couvertures pour les magazines Music-Hall, DiscoRevue et Hello avec des photographies de Sylvie Vartan, des Chausettes Noires, de Sheila, Françoise Hardy ou encore de Geneviève Grad. Et de très nombreuses photographies de mode notamment pour les marques Staron et Nikon. Dans son studio, Paul de Cordon travaillait principalement avec un appareil photo Hasselblad mais utilisait également une chambre photographique Linhof. Il a été l'un des premiers utilisateurs du flash Balcar. Dick Balli, le fondateur de la société, était un de ses amis proches.

## Les trois zèbres
Dans le monde contemporain où l’image est omniprésente, les photos sont plus célèbres que les photographes. Tout le monde connait le baiser de l’hôtel de ville de Doisneau, la mort du soldat républicain de Robert Capa, Dovima et les éléphants d’Avedon, l’afghane aux yeux verts de Steve Mc Curry. Mais l’image qui a sans doute le plus marqué l’humanité est celle de la petite vietnamienne brulée par le napalm, son auteur, Nick Hut, est pourtant un quasi inconnu du grand public. La photo sans doute la plus connue de Paul de Cordon, est celle des ‘trois zèbres’ qui a été présentée dans toutes ses expositions et elle figure bien sûr, dans Instants de Cirque et pourtant ce n’est pas une photo de cirque puisqu’elle a été prise au zoo d’Amsterdam en 1957. Cette photo, pourtant, a été publiée dans le monde entier, jusque dans l’édition américaine de Life en mars 1962. 
Paul de Cordon est décédé en mars 1998 à Paris, deux ans avant son épouse, Dilette, qui l’avait accompagné dans tous les cirques autour du monde. Ils reposent au cimetière de Verneuil dans la Nièvre. Paul de Cordon est le grand-père de Pierre-Elie de Pibrac photographe plasticien connu notamment pour son travail sur l’Opéra de Paris, In Situ, qui a été présentée en France et dans le monde. C’est auprès de son grand-père dont il était très proche que Pierre-Elie de Pibrac a développé son goût et sa vocation pour la photo.

## Expositions
- AIPAD Photo Fair, New York City, Galerie de l'Instant, USA, 2023
- Paul de Cordon, Galerie de l'Instant, Paris, France, 2022
- Place au Cirque, Musée de l'Oise, Beauvais, France, 2021
- Le diable au corps, Mamac Nice, 2019
- Instants de Cirque, Institut Français, Francfort, Allemagne, 2004
- Instants de Cirque, Maison de France, Mayence, Allemagne, 2004
- Regard sur le cirque 1880-1960, Bibliothèque historique de la ville de Paris, Paris, France,  2002
- Salon d'Automne, Grand Palais, Paris, France, 1984
- Salon d'Automne, Grand Palais, Paris, France, 1983
- Salon d'Automne, Grand Palais, Paris, France, 1982
- Le Cirque, 2e Festival International du Cirque de Monte-Carlo, France,  1975
- Le Cirque, Maison des Jeunes et de la Culture, Annecy, France,  1974
- Le Cirque, Palais des Beaux-Arts de Chareleroi, Belgique, 1974
- Le Cirque, Galerie Photo de la Fnac Étoile, Paris, France, 1973[28]
- Le monde merveilleux du cirque, Maison de la Tour, Saint-Restitut, France,  1973
- Salon International du Portrait Photographique, Bibliothèque Nationale, Paris, France,  1961
- Cirque, Galerie Pierre Bailly, Paris, France, 1958
- 11e Salon National de la Photographie, Bibliothèque Nationale, Paris, France, 1956

## Ouvrages monographiques
- Le Cadre Noir, Julliard, 1981
- Instants de cirque, Éditions du chêne, 1977
- Girls of the Crazy Horse Saloon, Verlagspresse, 1971

## Ouvrages collectifs
- Envoyez les lions ou le métier de dompteur, Paul de Cordon et Jean Richard, éditions Fernand Nathan, 1971
- Strip-Tease, Paul de Cordon, Roland Carré et François des Aulnoyes, éditions Gromcher Paris et Verlag der Europäischen Bonn, 1964
- Die Schönen von Montmartre, Paul de Cordon, Serge Jacques et Pierre Mariel, éditions Verlag der Europäischen Bonn, 1963

## Autres ouvrages et catalogues
- Johnny inédit, édition Nouveau Monde, 2023
- Le diable au corps, catalogue de l’exposition collective au Mamac Nice, In Fine, 2019
- Histoire du cirque, Voyage extraordinaire autour de la terre, Dominique Mauclair, éditions Privat, 2003
- Le Cirque, du théâtre équestre aux arts de la piste, Pascal Jacob, Larousse, 2002
- Regards sur le cirque 1880-1960, Jacques Fort, éditions Paris Bibliothèque, 2002
- Histoire imprévue des dessous féminins, Cécile Saint-Laurent, Marc Walter, Catherine Donzel, éditions Herscher, 1986
- Clowns et Farceurs, Jacques Fabbri et André Sallée, éditions Bordas, 1982
- Histoire mondiale du Music Hall, Dominique Jando, éditions Universitaires, Jean-Pierre Delarge, 1979
- Joies du cirque, Francis Ramirez, Christian Rolot, éditions Hachette Réalités, 1977
- Histoire mondiale du cirque, Dominique Jando, éditions Universitaires, Jean-Pierre Delarge, 1977
- Le Grand Livre du Cirque, éditions Bibliothèque des Arts, 1977
- Cirque Knie, Une dynastie du cirque, éditions Marguerat Lausanne, 1975
- Le petit livre rouge de l'érotisme dans le showbusiness, édition du Sénart,, 1974
- Histoire et légende du cirque, Roland Auguet, éditions Flammarion, 1974
- Joies du cheval, Commandant Benoist-Gironière, éditions Hachette Réalités, 1969
- Histoire et sociologie du Strip-Tease, Jean Charvil, éditions Planète, 1969
- Esthétique du nu dans le monde, L.Lorelle, éditions Photo-Cinéma Paul Montel Paris, 1964
- U.S. Camera, éditions U.S. camera Publishing Corp.1962
- L'érotisme au cinéma, Lo Duca, éditions Jean-Jacques Pauvert, 1962
- Photography Year Book, éditions London, 1962
- Photography Year Book, éditions London, 1961
- Photography Year Book, éditions London, 1959
- Photography Year Book, éditions London, 1958
- Gallery One, some pictures that matter, Norman Hall, éditions Photography Magazine, 1958
- Das Haustierbuch, Paul Eipper, éditions Piper & Co Verlag, 1955
- Photography Year Book, éditions London, 1955
- Photography Year Book, éditions London, 1954